# Ľ
Ľ je slovo slovačke abecede.